# His Best (Bo-Diddley-Album)
His Best ist ein Kompilationsalbum von Bo Diddley, das 1997 als Teil der MCA/Chess' 50th Anniversary Serie veröffentlicht wurde und 2007 von Geffen Records als „Definite Collection“ wieder aufgelegt.

## Allgemeines
Da die meisten Hitsammlungen und Anthologien nicht mehr aufgelegt wurden und die Bo Diddley Box den meisten zu teuer ist, hat MCA die Gelegenheit des Chess-Jubiläums genutzt und eine CD mit 20 von Diddleys Chess Hits aufgelegt. Wie alle anderen CDs aus der Serie ist das Ergebnis herausragend. Sie enthält alle wesentlichsten Songs des Musikers von „I’m a Man“ über „Roadrunner“ bis „You Can’t Judge a Book by the Cover“ und bringt alle seine  Songs, die zur Ausbildung des Genres Rock and Roll beitrugen. Die Aufnahmen wurden  von Erick Labson in den  MCA Music Media Studios, North Hollywood, Kalifornien digital bearbeitet und sowohl der AMG und CD Universe erwähnen die hervorragende Arbeit.  Die Aufnahmen wurden in chronologischer Reihenfolge ausgewählt.
Das Album erreichte bei seiner Wiederauflage 2007 Platz 2 der Billboards Top Blues Alben-Charts.

## Titelliste
Alle Titel wurden von Bo Diddley geschrieben, Ausnahmen sind gekennzeichnet.
1. Bo Diddley – 2:48
2. I'm a Man – 3:02
3. You Don't Love Me (You Don'tCare) – 2:54
4. Diddley Daddy Diddley, Fuqua – 2:28
5. Pretty Thing Dixon – 2:51
6. Bring It to Jerome Diddley, Green – 2:30
7. I'm Looking for a Woman – 2:34
8. Who Do You Love? – 2:30
9. Hey! Bo Diddley – 2:14
10. Mona [auch als I Need You Baby bekannt] – 2:23
11. Before You Accuse Me – 3:07
12. Say Man – 3:16
13. Dearest Darling – 2:54
14. Crackin' Up – 2:07
15. The Story of Bo Diddley Burdon, McDaniel – 2:53
16. Roadrunner Diddley, Richman – 2:48
17. Pills – 2:52
18. I Can Tell Frizzell, Mulkey, Smith – 4:35
19. You Can't Judge a Book by Its Cover Dixon – 3:16
20. Ooh Baby – 3:49[1]

### Musiker und Aufnahmedaten
| Bo Diddley – Gesang und Gitarre auf allen Titeln | |
| 1. Bo Diddley (Chess single 814 2. März 1955) - Billy Boy Arnold (Harmonika) - Otis Spann (Piano) - Jerome Green (Maracas) - Frank Kirkland oder Clifton James (Schlagzeug) 2. I'm A Man (Chess single 814, 2. März 1955) - Billy Boy Arnold (Harmonika) - Otis Spann (Piano) - Jerome Green (Maracas) - Willie Dixon (Bass) - Frank Kirkland oder Clifton James (Schlagzeug) 3. You Don't Love Me (You Don't Care) (Checker LP 1436, 2. März 1955) - Billy Boy Arnold (Harmonika) - Otis Spann (Piano) - Jerome Green (Maracas) - Willie Dixon oder James Bradford (Bass) - Frank Kirkland oder Clifton James (Schlagzeug) 4. Diddley Daddy (Checker single 819, 15. Mai 1955) - Little Walter (Harmonika) - Jerome Green (Maracas) - Clifton James (Schlagzeug) - The Moonglows (Backgroundgesang) 5. Pretty Thing (Checker single 827, 14. Juli 1955) - Lester Davenport (Harmonika) - Jerome Green (Maracas) - Clifton James (Schlagzeug) 6. Bring It To Jerome (Checker single 827, 14. Juli 1955) - Jerome Green (Maracas, Gesang) - Lester Davenport (Harmonika) - Willie Dixon (Bass) - Clifton James (Schlagzeug) 7. I'm Lookin' For A Woman (Checker single 832, 10. November 1955) - Jody Williams (Gitarre) - Willie Dixon (Bass) - Jerome Green (Maracas) - Clifton James (Schlagzeug) 8. Who Do You Love? (Checker single 842, 24. Mai 1956) - Jerome Green (Maracas) - Jody Williams (Gitarre) - Clifton James (Schlagzeug) 9. Hey Bo Diddley( Checker single 860, 8. Februar 1957) - Clifton James oder Frank Kirkland (Schlagzeug) - Jerome Green (Maracas) - Peggy Jones mit Mitgliedern The Flamingos (Backgroundgesang) 10. Mona (Checker single 860, 8. Februar 1957) - Clifton James oder Frank Kirkland (Schlagzeug) - Jerome Green (Maracas) - Peggy Jones (Gitarre) | 11. Before You Accuse Me (Checker single 878, 15. August 1957) - Willie Dixon (Bass) - Lafayette Leake (Piano) - Frank Kirkland or Clifton James (Schlagzeug) - Jerome Green (Maracas) 12. Say Man (Checker single 931, 29. Jänner 1958) - Jerome Green (Maracas, Gesang) - Willie Dixon (Bass) - Peggy Jones (Gitarre) - Lafayette Leake (Piano) - Frank Kirkland (Schlagzeug) 13. Dearest Darling (Checker single 896, 29. Jänner 1958) - Willie Dixon (Bass) - Peggy Jones (Gitarre) - Lafayette Leake (Piano) - Frank Kirkland (Schlagzeug) 14. Crackin' Up (Checker single 924, Dezember 1958) - Lafayette Leake (Piano) - Willie Dixon (Bass) - Clifton James oder Frank Kirkland (drums) - Jerome Green (Maracas) - Jerome Green, Peggy Jones oder The Carnations (background vocals) 15. The Story Of Bo Diddley (Checker single 942, September 1959) - Lafayette Leake (Piano) - Jerome Green (Maracas) - Peggy Jones (Gitarre) - Willie Dixon (Bass) - Clifton James oder Frank Kirkland (Schlagzeug) 16. Road Runner (Checker single 942, September 1959) - Otis Spann (Piano) - Peggy Jones (Gitarre) - Clifton James (Schlagzeug) - Jerome Green (Maracas) - Bobby Baskerville, Jerome Green, Peggy Jones (Backgroundgesang) 17. Pills (Checker single 985, 2. Mai 1961) - Jesse James Johnson (Bass) - Peggy Jones (Gitarre) - Billy Downing oder Edell Robertson (Schlagzeug) - Jerome Green (Maracas) 18. I Can Tell (Checker single· 1019, 27. Juni 1962) 19. You Can't Judge A Book By Its Cover (Checker single· 1019, 27. Juni 1962) - Jerome Green (Maracas) - Jesse James Johnson oder Chester Lindsey (Bass) - Billy Downing oder Edell Robertson (Schlagzeug) 20. Ooh Baby (Checker single 1158, 11. September 1966) - Bo Diddley (Geige) - Edward Drennon (Elektrische Geige) - Chester Lindsey (Bass) - Ricky Jolivet (Gitarre) - Clifton James (Schlagzeug) - Cornelia Redmond (Tamburin) The Bo-ettes a/k/a Cookies (Backgroundgesang) |

## Kritikerstimmen
- Amazon (Editorial Review von Rickey Wright): Great! (Großartig!)[3]
- AMG Cub Koda:If the box set is too big a trigger to pull and you want all of Bo's influential sides in one package, this one should be first-stop shopping of the highest priority. (Wem das Boxset zu groß ist und doch alle einflussreichen Songs auf einer CD will, für den sollte dies der Kauf mit höchster Priorität sein.)[1]